# Périérès
Dans la mythologie grecque, Périérès (en grec ancien Περιήρης / Periếrês) est un héros rattaché aux légendes de la Messénie. Sa généalogie est d'ailleurs confuse et contradictoire. Il est généralement considéré comme un des fils d'Éole (le fils d'Hellen) et donc un descendant de Deucalion. Les Éoliens de Messénie prétendaient qu'il était l'un de leurs ancêtres et en faisaient le roi d'Andania. Il épouse en secondes noces Gorgophoné, qui est une figure centrale dans l'histoire de Sparte, et a été mariée à deux rois, Œbale de Laconie et Périérès de Messénie. De son union avec Gorgophoné, naissent deux fils, Leucippe et Apharée. Il serait aussi le père de Tyndare et Oebale.  Le pseudo-Apollodore fait de Périérès le fils de Cynortas — ce qui le rattache à la race de Lacédémon, et donc directement à Zeus, et non à celle de Deucalion.